# エッケ・ホモ

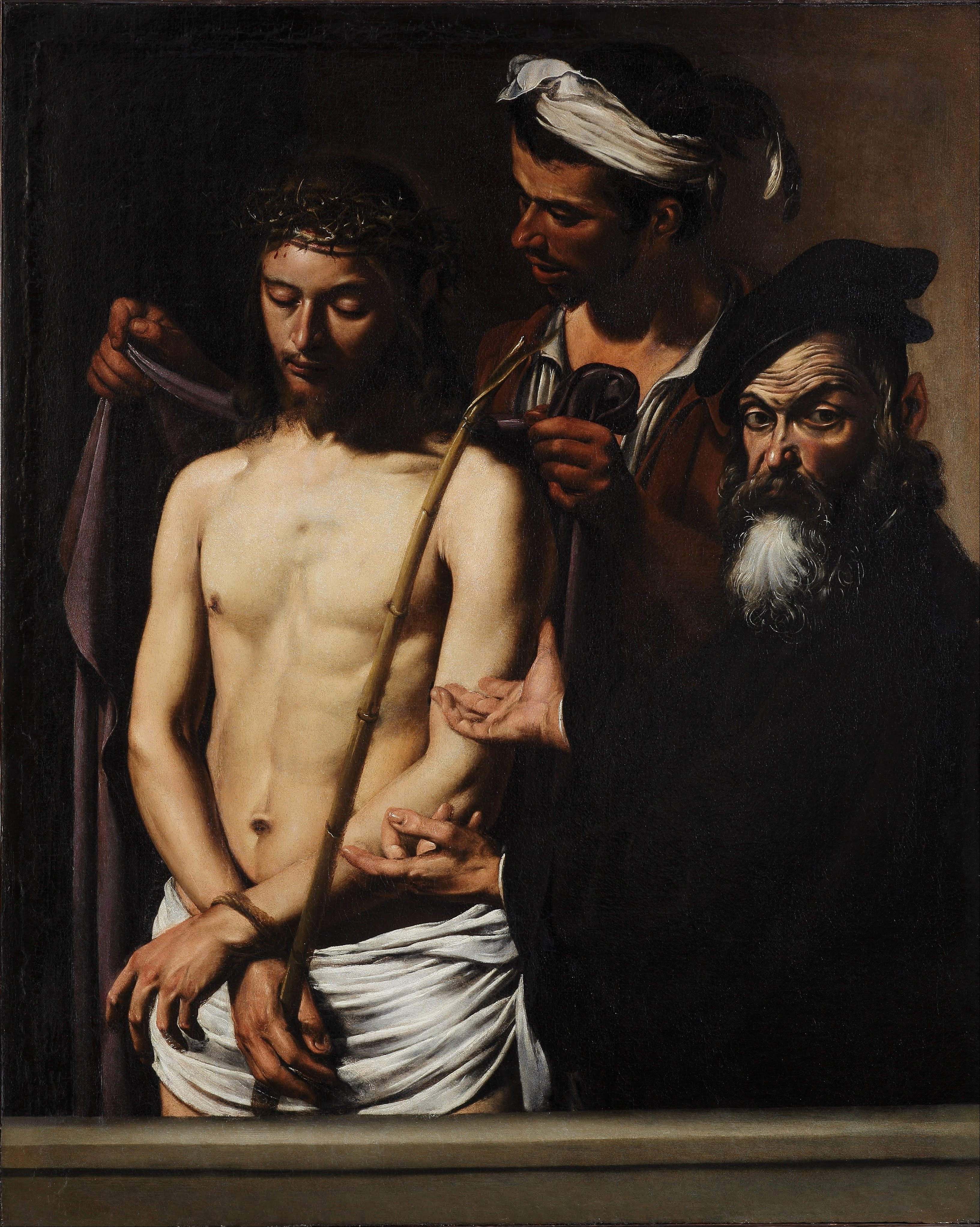
カラヴァッジオ画『エッケ・ホモ』(1605年)

エッケ・ホモ (Ecce homo エッケ・ホモー) は、イエス・キリストを描いた一連の絵画を指す。

## 概要
エッケ・ホモとは、ラテン語で「見よ、この人だ」を意味するが、「この人を見よ」と訳されることも多い。磔刑を前に、鞭打たれ荊冠を被せられたイエス・キリストを侮辱し騒ぎ立てる群衆に向けて、ピラトが発した言葉であり、ウルガタ版ラテン語訳聖書の『ヨハネによる福音書』(19:5)を出典とする。
原語であるギリシア語は「Ίδοὺ ὁ ἄνθρωπος イドゥー・ホ・アントローポス」であり、「見よ、この人だ」を意味する。欽定訳聖書ではこの句を「Behold the man!」という英語に翻訳した。この場面は、多くのキリスト教芸術の題材となっている。

## 芸術の題材

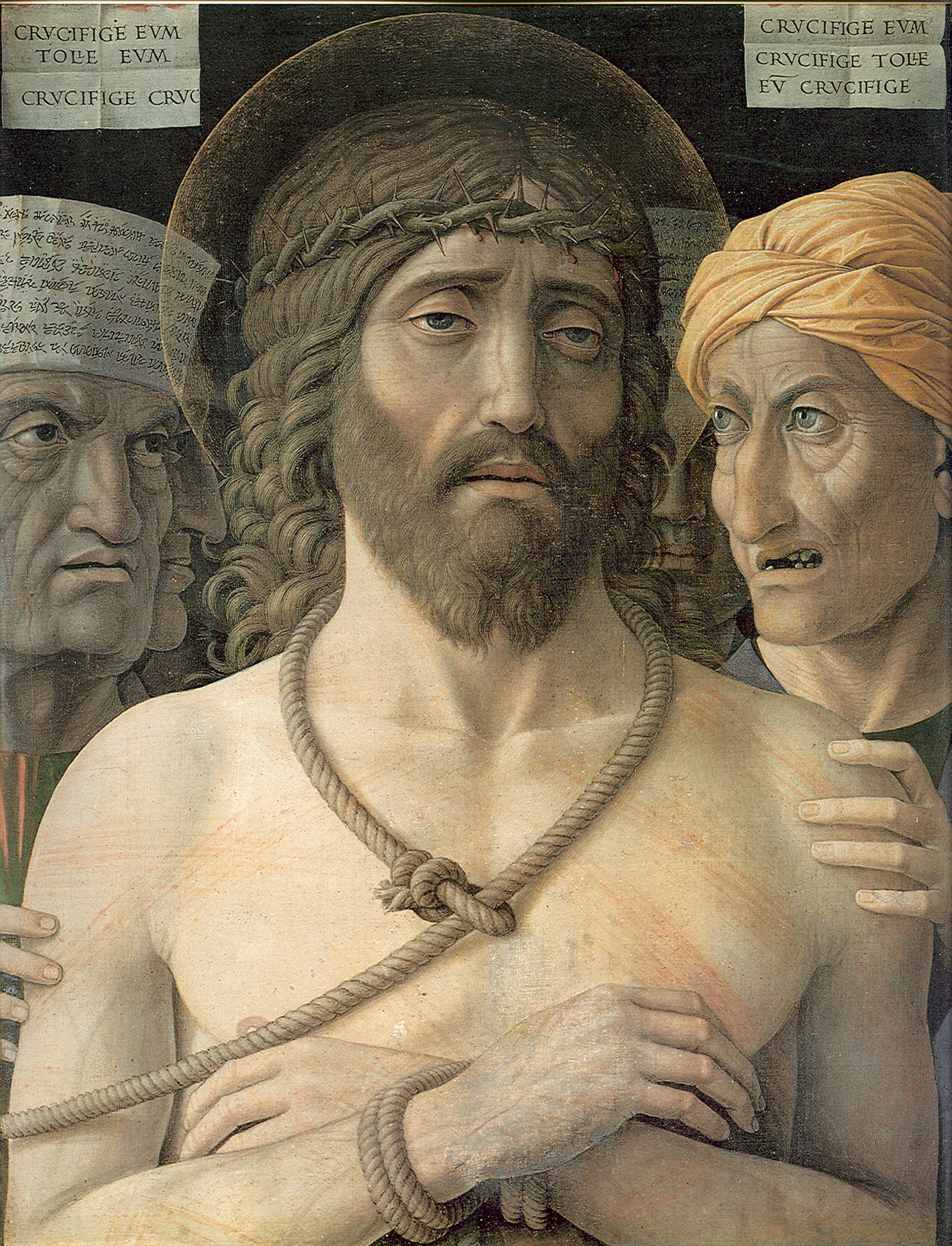
アンドレア・マンテーニャ画『エッケ・ホモ』、1500年。

芸術の世界でエッケ・ホモは、キリストの受難や生涯を描いた連作には不可欠な、重要な場面である。他にキリストに対する鞭打ち、荊冠、嘲笑の場面、または荊冠と嘲笑の組み合わせなどが挙げられる。通常は、ピラトとキリスト、嘲笑する群衆とエルサレムの街の部分が描写される。
しかし15世紀以降のキリスト教絵画は、イエスの肖像だけを描くようになった。紫色のローブ、腰巻、荊冠、拷問の傷、なかでも荊冠のために傷ついた額が描かれた半身もしくは全身で表現される。同様の表現には、手足についた釘痕や脇腹についた槍痕の聖痕があり、「悲しみの人」(「ミセリコルディア(慈悲)」とも)と呼ばれる。
「キリストの受難具」が存在すれば、それはアルマ・クリスティと呼ばれることになる。キリストが手を腿に置くなどして座っている場合は、「キリストの休息」「憂えるキリスト」と呼ばれる。これらの主題は、必ずしもはっきりと識別できるわけではない。

## 初期の描写

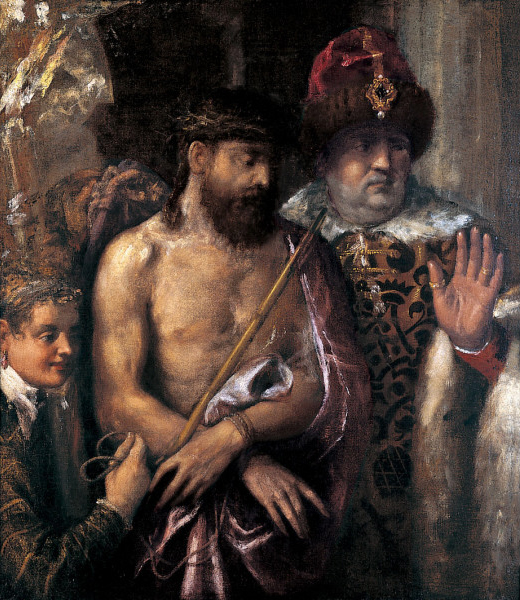
ティツィアーノ画 『エッケ・ホモ』。1570年～1576年。

エッケ・ホモの場面を初めて芸術的に描いたのは、9、10世紀、シリア‐ビザンティン美術である。中世の西方教会の描写はエッケ・ホモの場面を描写していると見えるし、通常そのように理解もされている。荊冠やキリストへの嘲笑が表現されているが(『エグベルトコデックス』『エヒテルナッハのアウレウス写本』を参照)、これらは聖書ではエッケ・ホモの場面の先触れである。その独立したイメージは1400年頃におそらくブルゴーニュ地域圏で発達したにすぎないが、特に北ヨーロッパにおいては、またたくまに非常にポピュラーな素材となった。
この題材が流行するにつれ、15、16世紀の西洋詩で受難は中心的なテーマとなった。エッケ・ホモのテーマは、中世の受難劇の場面で見受けられるだけでなく、デューラーの『大受難伝』やショーンガウアーの『受難伝』など、受難物語をテーマにした版画連作にも見られた。また特にフランスにおいては、しばしば彫刻の主題にも取り上げられた。ヒエロニムス・ボスやハンス・ホルバインによるものなど、祭壇の装飾としても、エッケ・ホモをテーマとした作品が制作されている。
受難劇のように、エッケ・ホモの場面を視覚的に描写する作品は、しばしば議論の的になる。エルサレムの人々を非常に批判的な観点から描き、おそらくは反ユダヤ主義的カリカチュアになりかねないというのである。しかしこのスタイルの芸術は、イエスに向けて怒る群衆の内心の憎悪を単純化・外面化したに過ぎず、いかなる人種的判断も社会通念の常識と全く同一である。
苦しむキリストが、孤独の中から鑑賞者をじっと見つめているような描き方は、中世後期に生まれた。この技法により鑑賞者が受難のできごとに感情移入する効果がある。同様に発展したモチーフには、「悲しみの人」「キリストの休息」が挙げられる。この主題は後世、ジャック・カロやレンブラントなどルネサンス期の絵画やバロック期の絵画彫刻、版画に繰り返し使われている。
ヒエロニムス・ボスは1470年代に初めて『エッケ・ホモ』を描いた。彼は1490年代に再び同じ主題に戻って、初期フランドル派に特徴的な、奥行きのある遠近法、シュールで幻想的なイメージで左下に祈る修道士を描いた。
1498年、アルブレヒト・デューラーは『大受難伝』の「エッケ・ホモ」でキリストの苦悩を表現した。『大受難伝』は彼の自画像と非常に緊密な関係を持った版画連作で、エッケ・ホモのテーマを芸術家の苦悩のメタファーとして再解釈したものである。
ジェームズ・アンソールはエッケ・ホモの主題を使って風刺的版画 『エッケ・ホモ(あるいは「キリストと批評家たち」)』 (1891年)で、自らをキリストになぞらえて見せた。

## 近年の様相

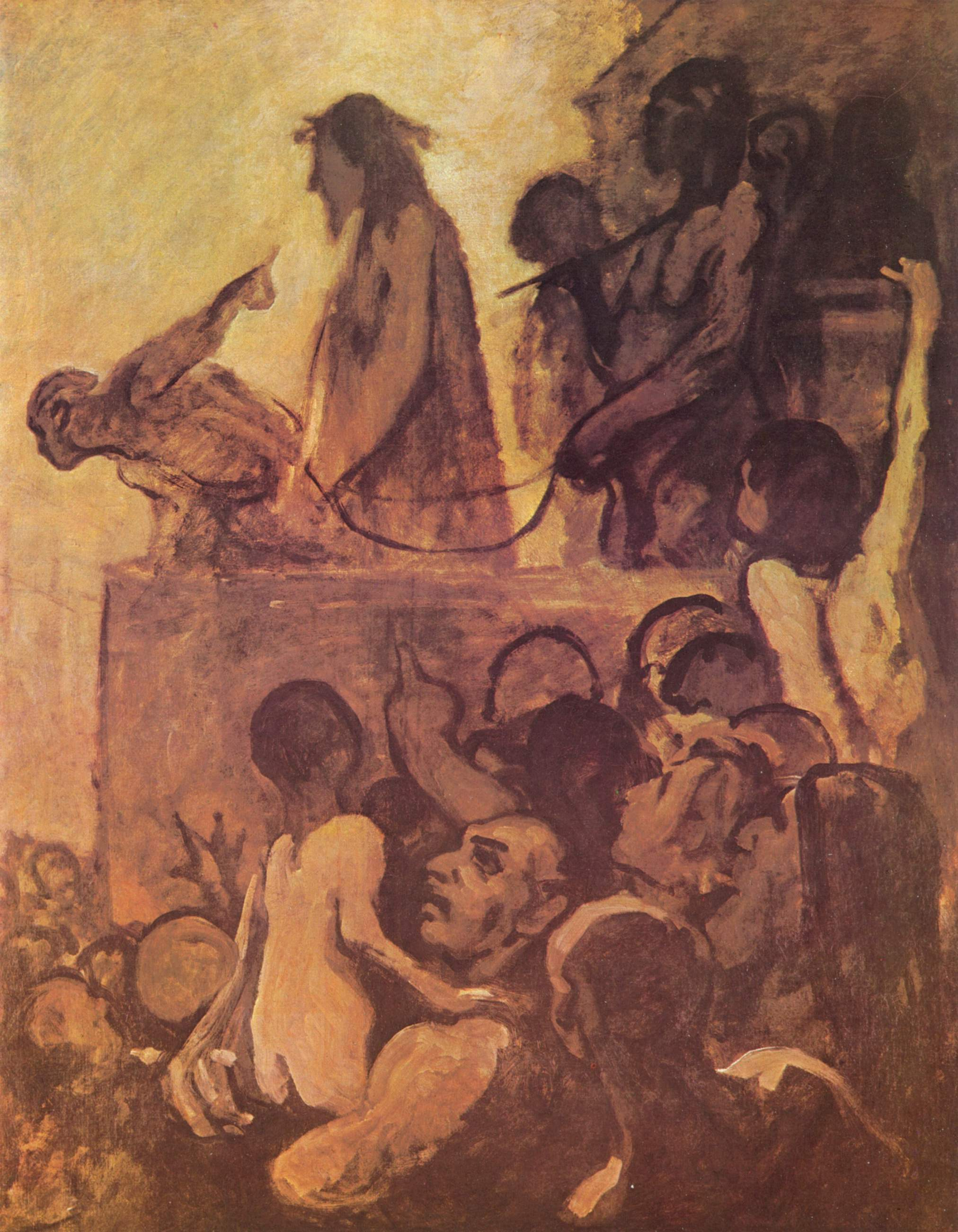
オノレ・ドーミエ『エッケ・ホモ』、1850年。
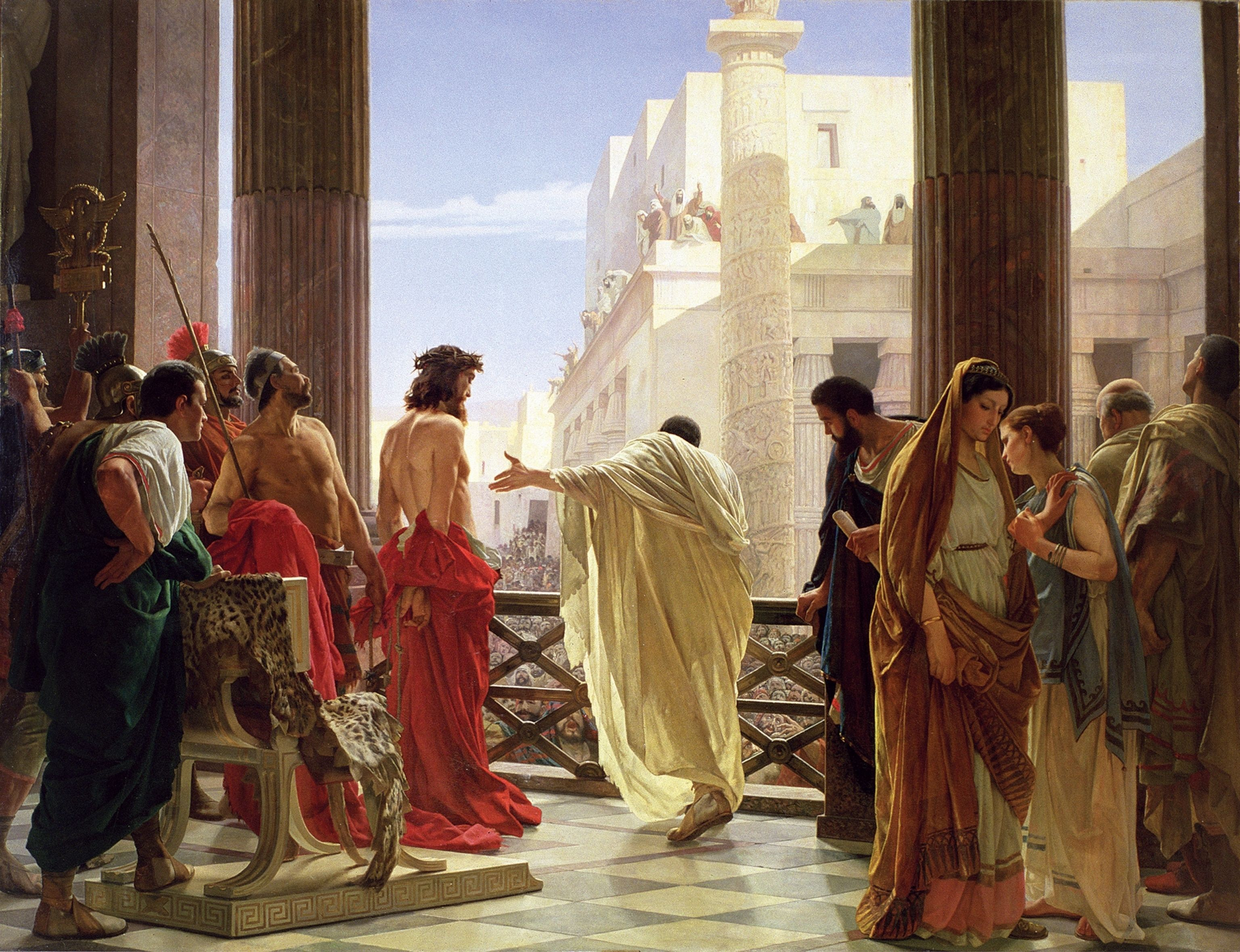
アントニオ・シセリ『エッケ・ホモ』、1871年。
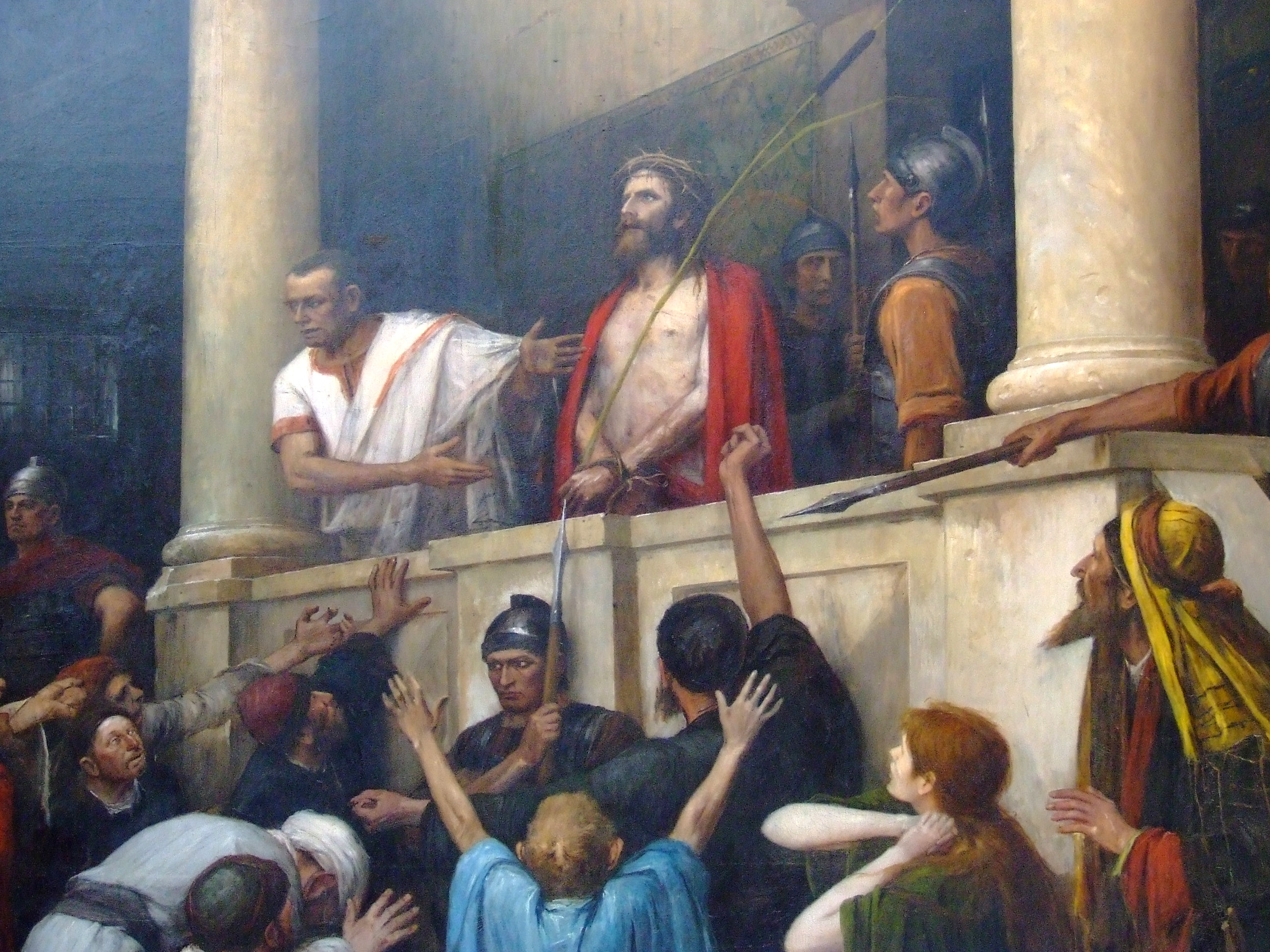
ムンカーチ・ミハーイ『エッケ・ホモ』、1896年。
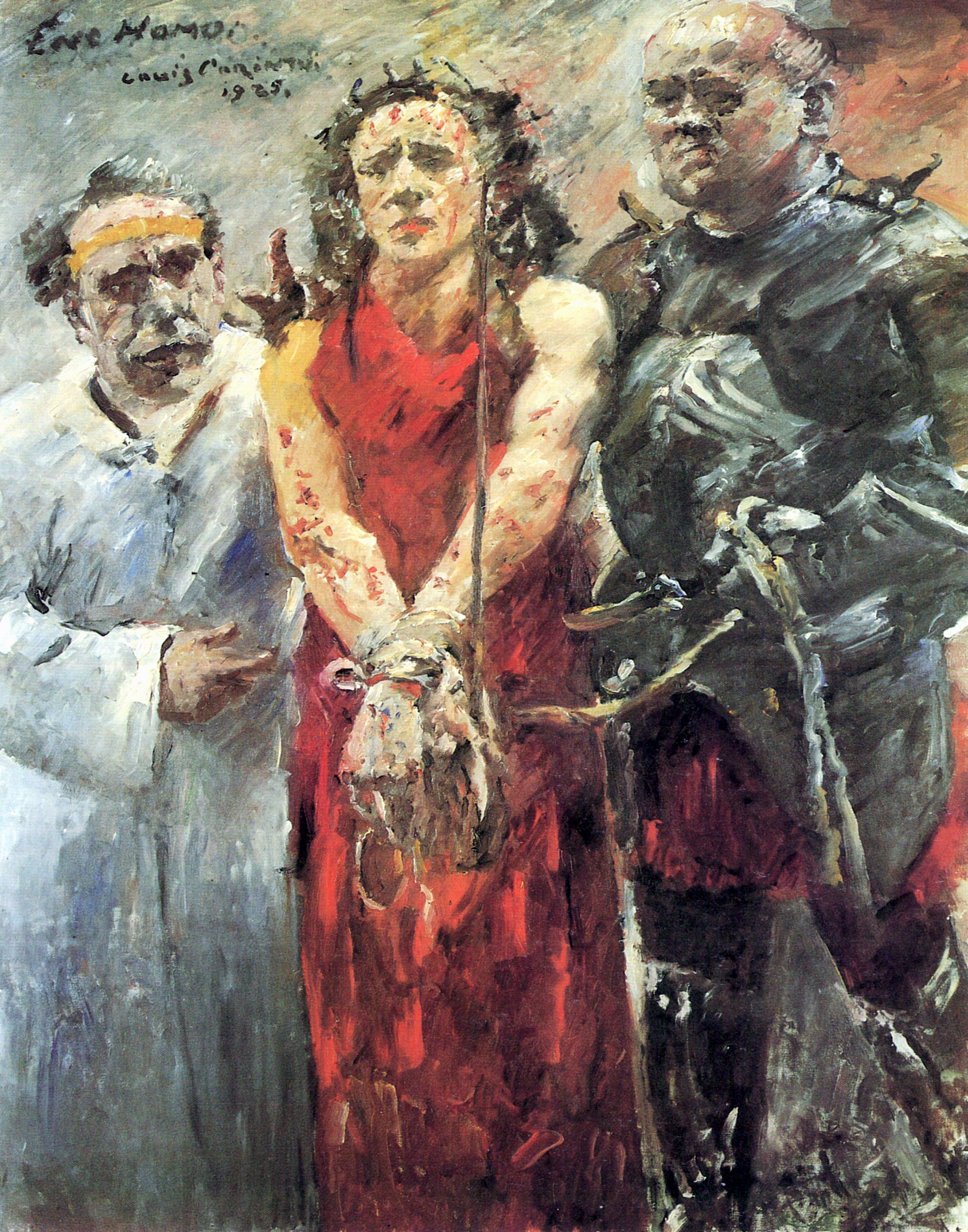
ロヴィス・コリント『エッケ・ホモ』、1925年。

特に19、20世紀において、エッケ・ホモの主題は、苦しみの描写と、暴力や戦争を通して人間の退廃にまでその意味を広げた。20世紀の特筆すべき作品はロヴィス・コリントのもの(1925年)で、群衆の視線で、イエス、兵士、医師服を着たピラトを描いている。第二次世界大戦のホロコーストを経て、1948年オットー・ディクスは、エッケ・ホモのキリストのイメージに重ね、有刺鉄線に囲まれた強制収容所にいる自画像を描いた。
対照的に、1871年アントニオ・シセリ画の『エッケ・ホモ』では、キリストとピラトの立つバルコニーが背中側から写実的に描かれ、ピラトに至っては顔も見えない。群衆は遠くの集団として描かれて個々の区別もつかず、通常は脇役となるピラトの側近や兵士、秘書や妻に焦点があてられている。
19世紀スペインの画家エリアス・ガルシア・マルティネスによるフレスコ『エッケ・ホモ』は、2012年8月その修復が世界的な注目を浴びた。セシリア・ヒメネスと名乗る女性がなんら専門知識も技術も持たないで修復に取り組んだ結果、イエスの姿が「毛むくじゃらの猿」のようになってしまったのである。「猿のキリスト」の絵は有名になり、人々が見物に押し寄せるようになった。町が入場料をもうけたところ、2013年8月現在で、50,000ユーロ以上の寄付金が集まった。

## エッケ・ホモを題材にした作品とその作者
- 『Ecce Homo (Antonello da Messina)』アントネロ・ダ・メッシーナ
- 『エッケ・ホモ』『Ecce Homo (Bosch, 1490s)』ヒエロニムス・ボス
- 『Ecce Homo (Caravaggio)』ミケランジェロ・メリージ・ダ・カラヴァッジオ
- 『エッケ・ホモ』エリアス・ガルシア・マルティネス（一般人による"修復"により注目を集める。修復の前後を見比べるには、英語版を参照）
- 『Ecce Homo』　フアン・ルナ

## ギャラリー

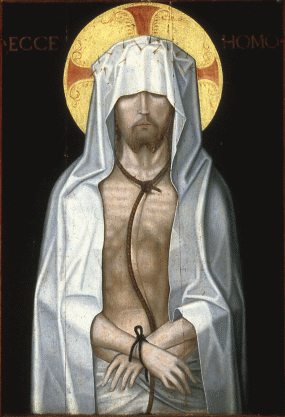
作者不詳『エッケ・ホモ』、15世紀ポルトガル
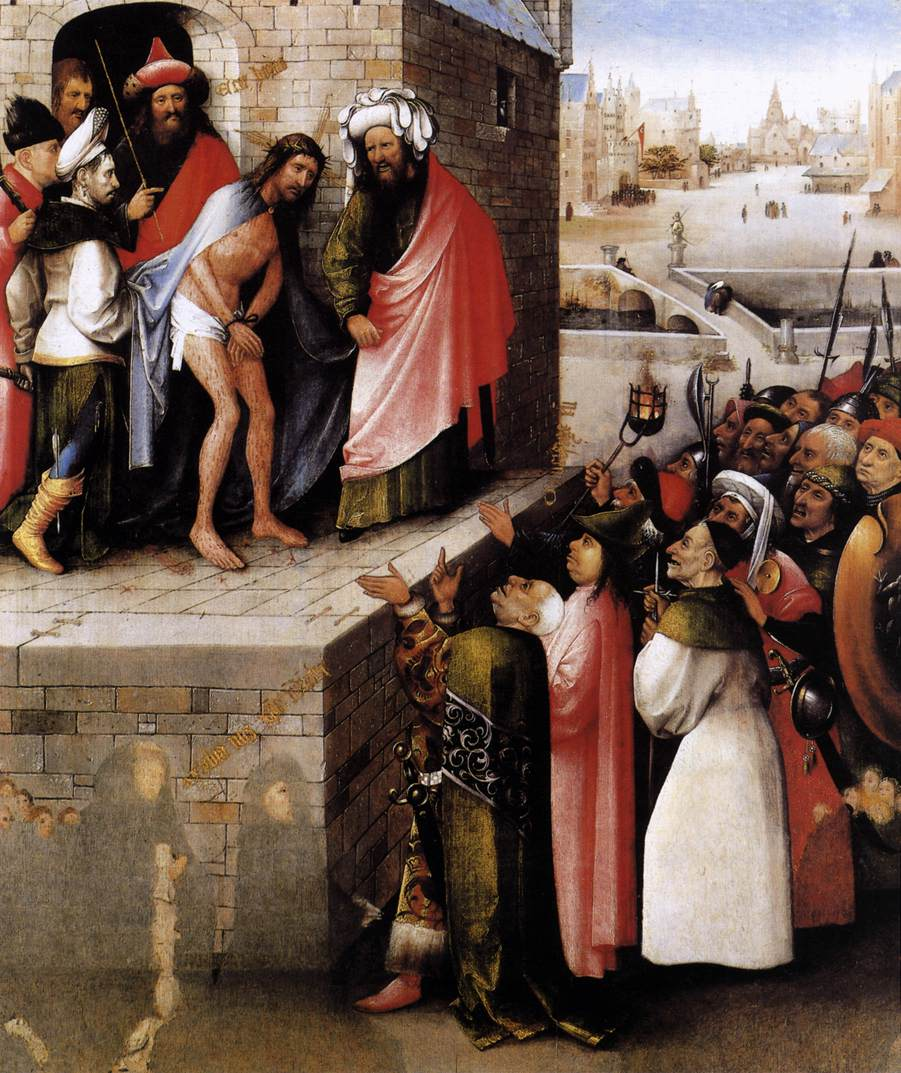
ヒエロニムス・ボス『エッケ・ホモ』、1470年代
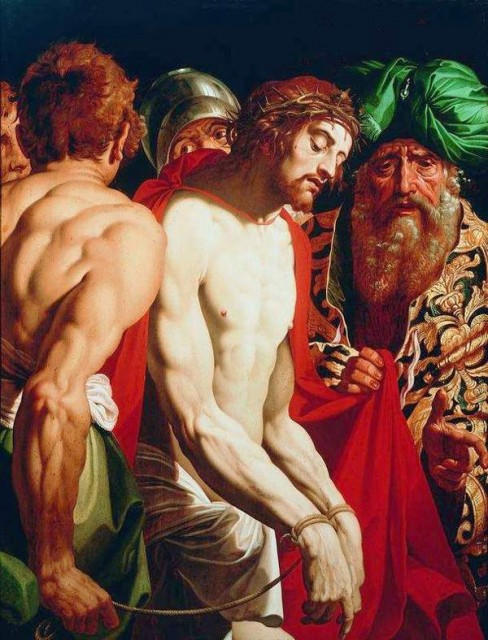
アブラハム・ヤンセンス『エッケ・ホモ』、1567–1632年
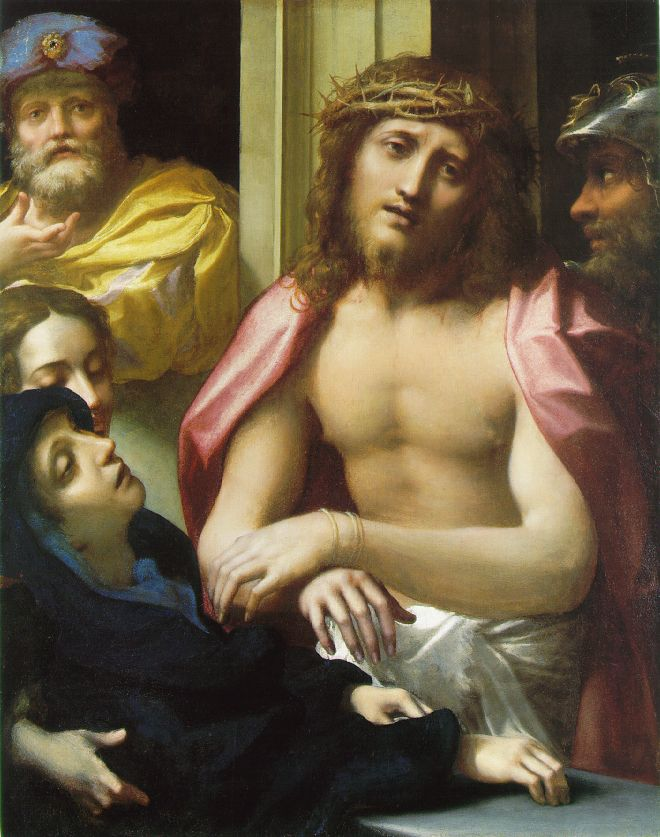
コレッジョ『エッケ・ホモ』、16世紀
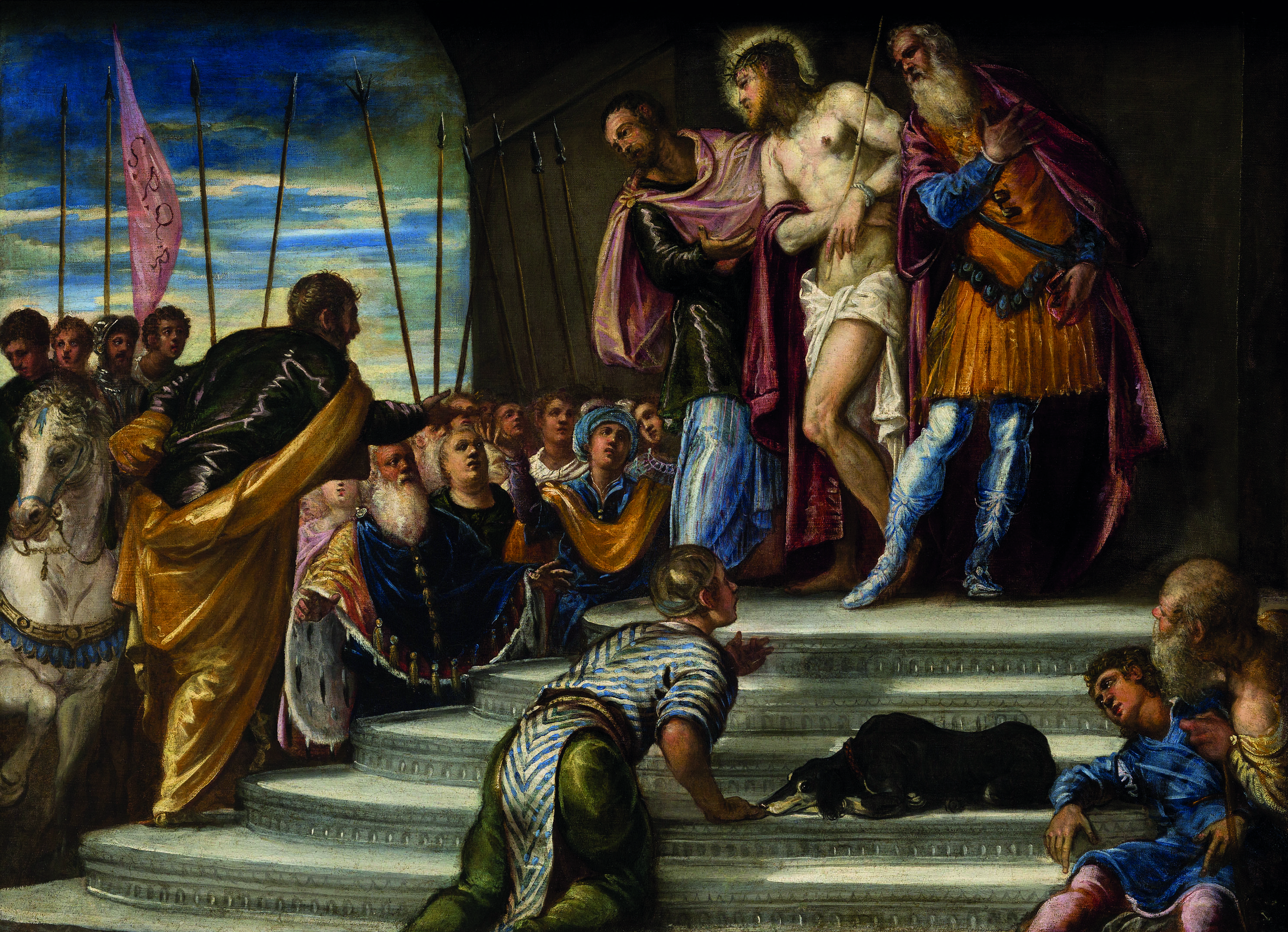
ティントレット『エッケ・ホモ』、1546年
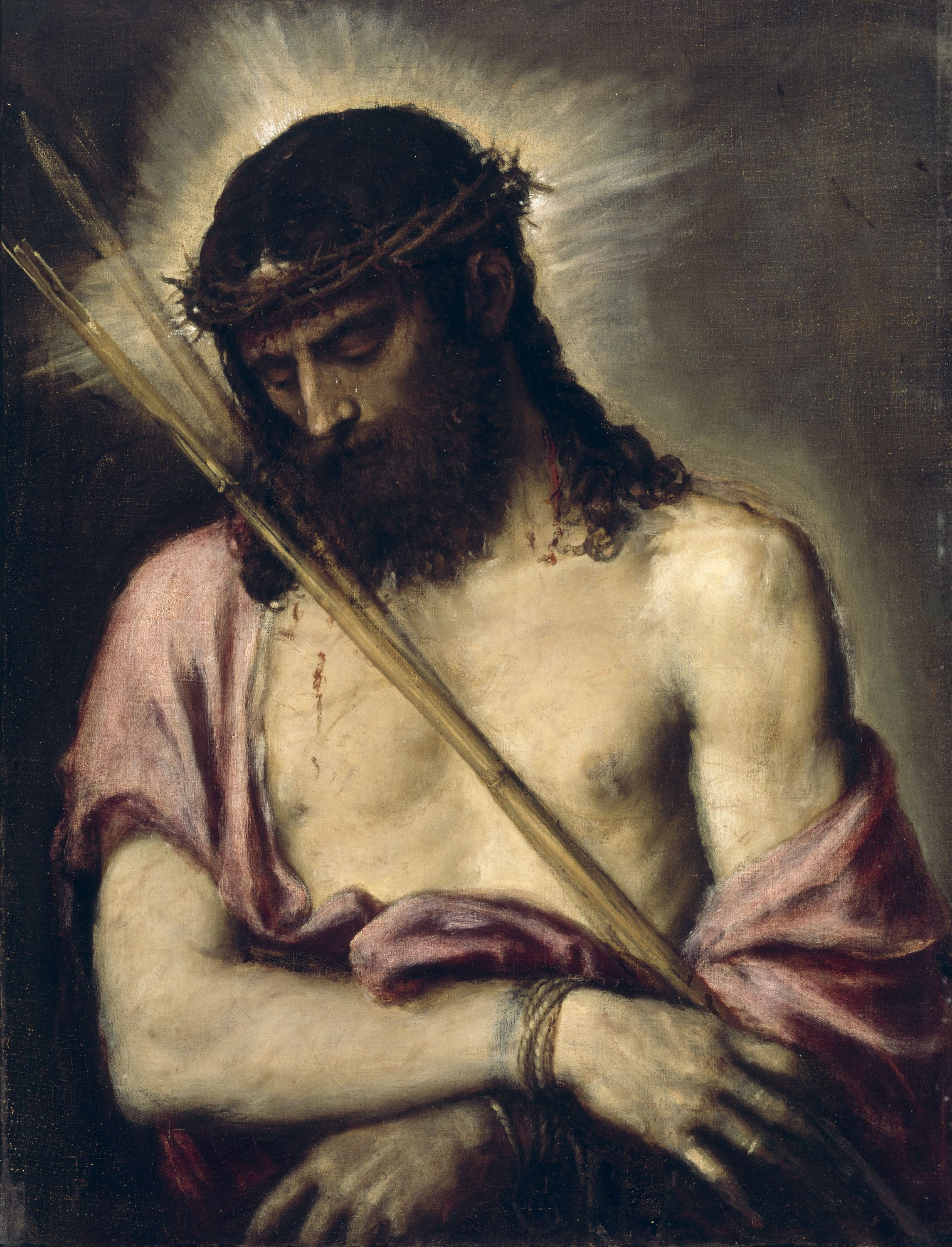
ティツィアーノ『エッケ・ホモ』(1490–1576)
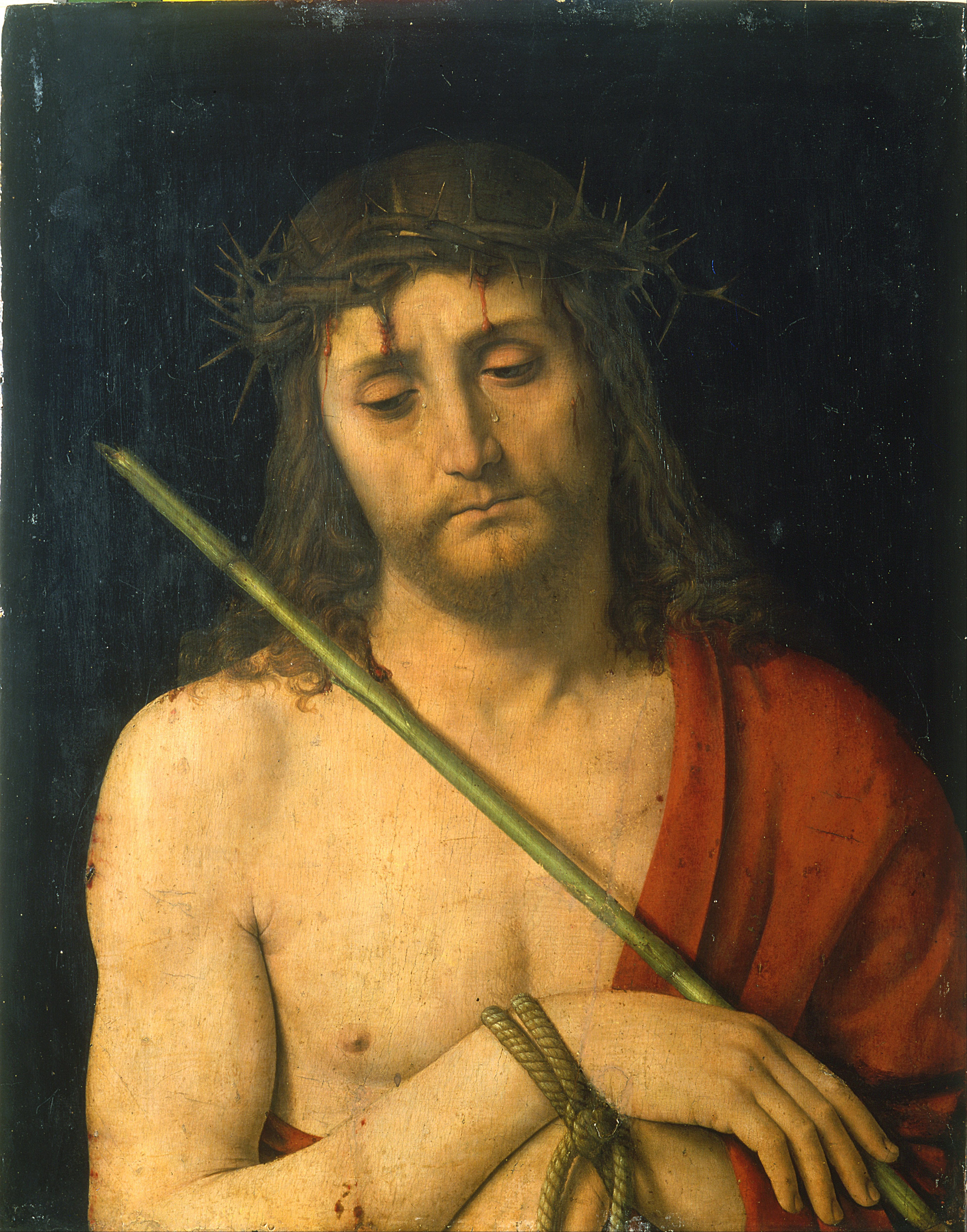
アンドレア・ソラーリ『エッケ・ホモ』
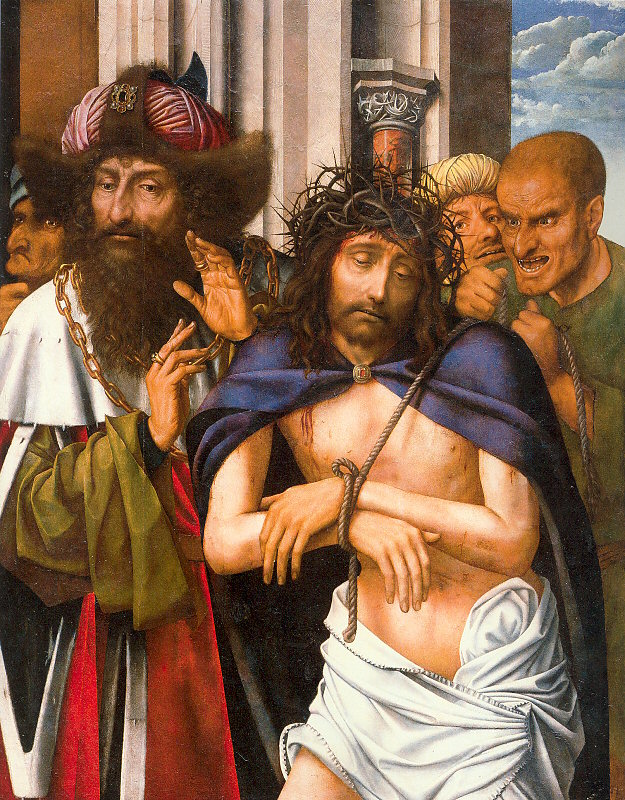
クエンティン・マサイス『エッケ・ホモ』、1520年
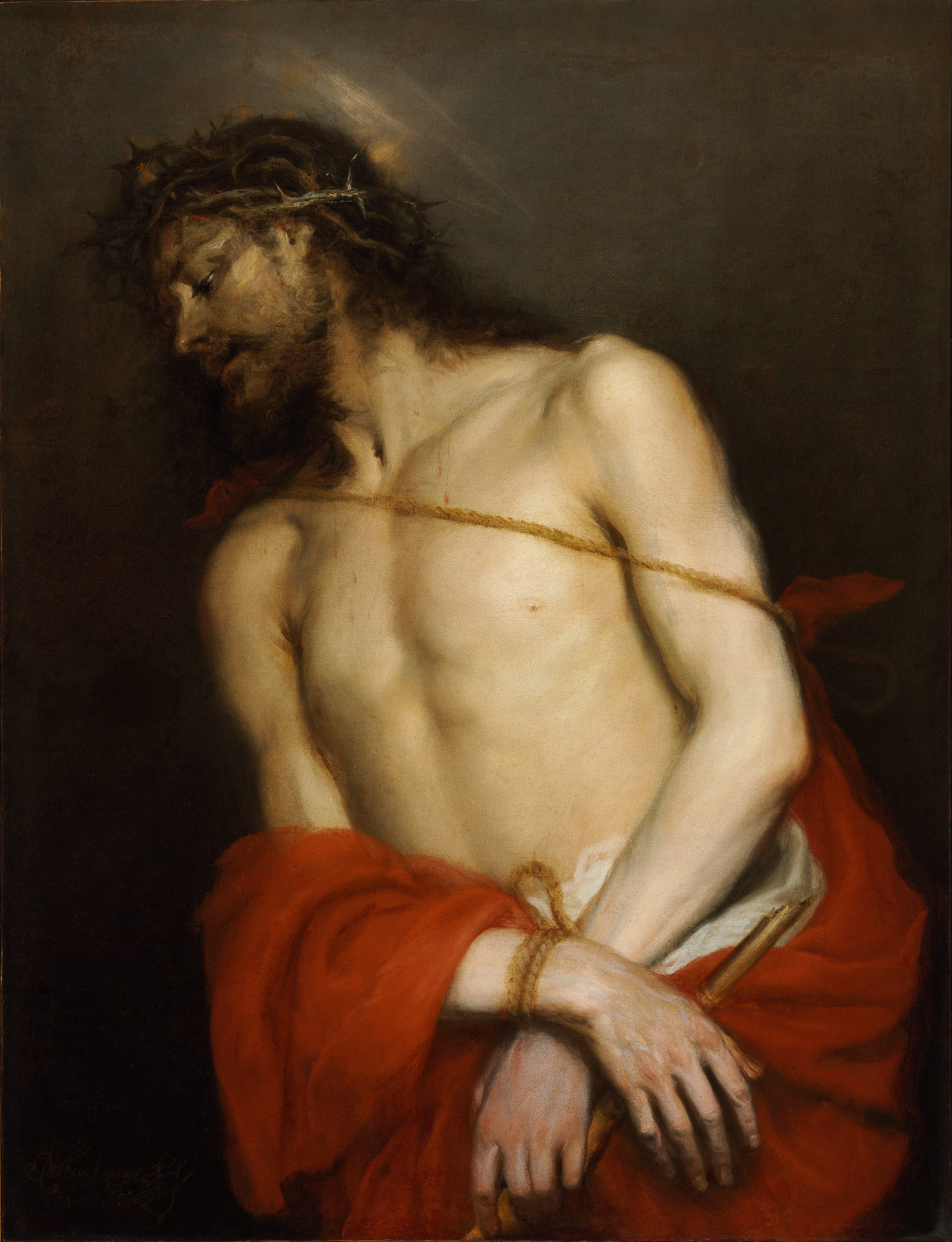
マテオ・セレッソ『エッケ・ホモ』、1650年
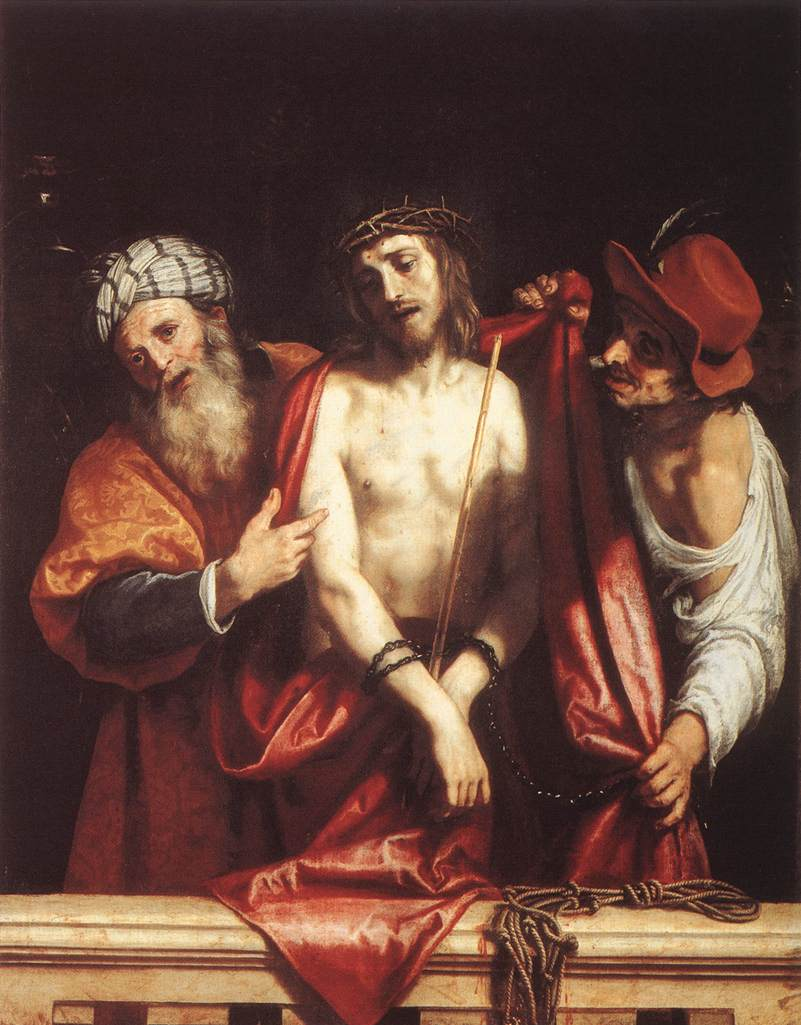
チーゴリ(ロドヴィコ・カルディ)『エッケ・ホモ』。
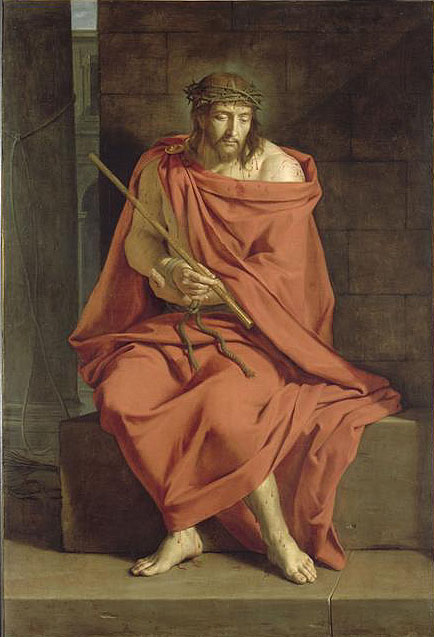
フィリップ・ド・シャンパーニュ『エッケ・ホモ』。(1602–1674)年。
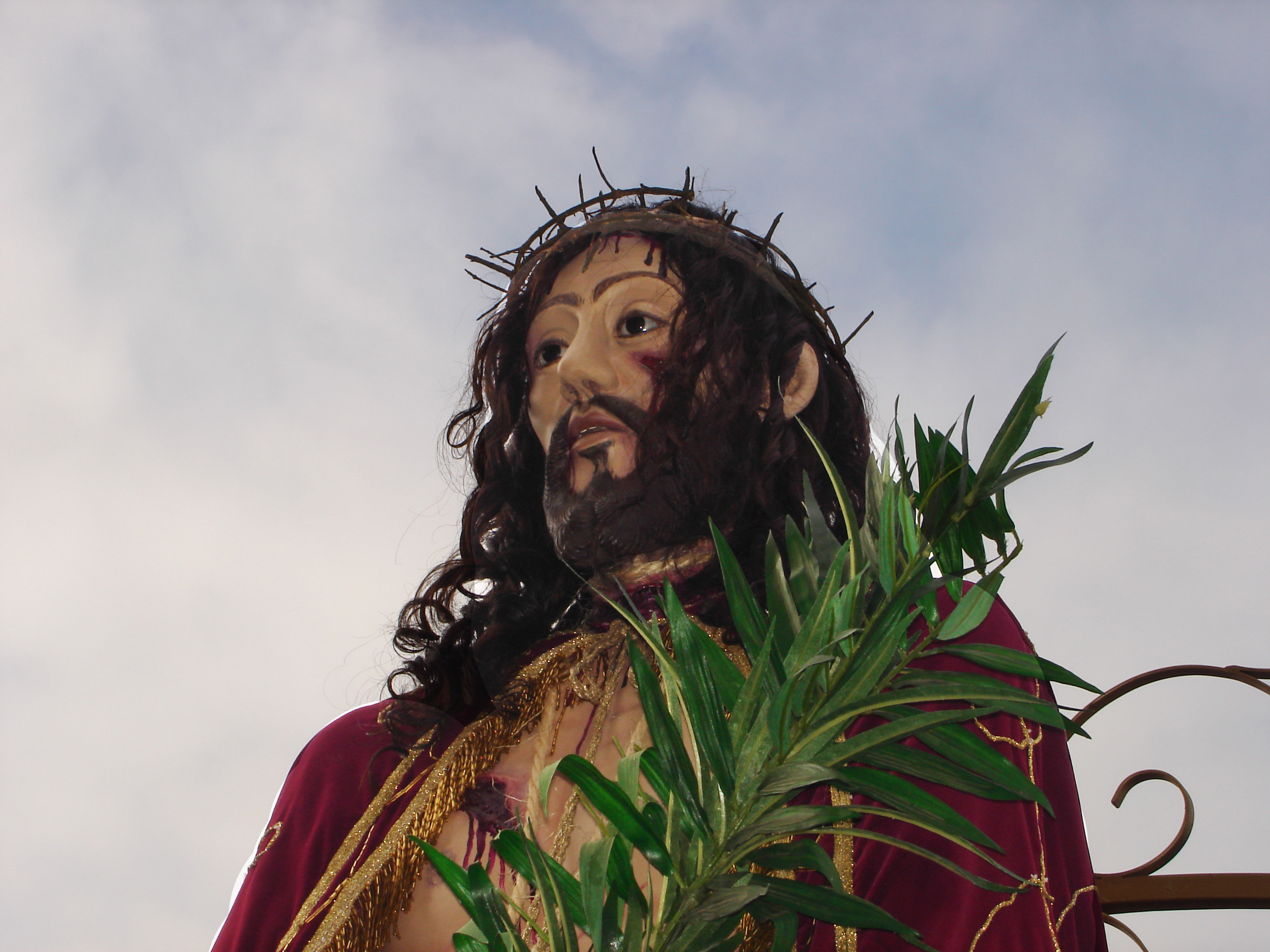
エッケ・ホモの像。ブラジルでは「よきキリスト」として尊重されている